# Uraninit
Uraninit, unter anderem auch bekannt als Pechblende, ist ein häufig vorkommendes Mineral aus der Mineralklasse der „Oxide und Hydroxide“. Es kristallisiert im kubischen Kristallsystem mit der Zusammensetzung UO2, ist also chemisch gesehen ein Uran(IV)-oxid. Durch die radioaktive Zerfallsreihe von Uran enthält Uraninit stets einen gewissen Anteil Bleioxid (PbO), der in Abhängigkeit vom geologischen Alter bis zu 20 % betragen kann.
Uraninit entwickelt meist würfelförmige oder oktaedrische Kristalle bzw. deren Kombinationen, aber auch nierige, körnige oder massige Aggregate in grauer, schwarzer und bräunlicher Farbe bei braunschwarzer bis grünlicher Strichfarbe. Im Allgemeinen ist Uraninit undurchsichtig, nur feine Splitter und dünnste Schichten sind rotbraun durchscheinend. Frische Proben weisen einen pech- bis fettartigen, gelegentlich auch schwach metallischen Glanz auf, der allerdings nach einiger Zeit durch Verwitterung matt wird.

## Etymologie und Geschichte
Eine der ältesten Erwähnungen des Minerals erfolgte 1565 durch Johannes Kentmann, der es als Plumbago sterilis pici similis Bechblende (pechartige sterile Blende) bezeichnete. Diese hatte er von den sächsischen Bergleuten übernommen, die das Mineral aus den Silber-Kobaltgängen des Erzgebirges förderten. Diese hatten keine Verwendung für die pechschwarzen Steine und verwarfen die vermeintlich metallfreie Blende.
Als später auf den alten Halden verschiedenfarbige Oxidationsprodukte auf der weggeworfenen Pechblende zu finden waren, wurden sie zur Gewinnung dieser neuen schönen Farben abgebaut. Als die bereits oxidierten Materialien verbraucht waren, wurden die Farben auch in einem gewissen Maßstab aus Pechblende hergestellt. Daher sind heute einige alte Kunstwerke radioaktiv belastet. Seit man erkannte, dass die Pechblende aus verschiedenen Uranoxiden besteht, die als kollomorphes Aggregat abgeschieden werden, wird die Bezeichnung nur noch für dieses Gemenge verwendet.
Martin Heinrich Klaproth konnte 1789 aus der Pechblende das Element Uran isolieren, das er zunächst als Uranit bezeichnete, 1790 allerdings den Regeln der Analogie gemäß in Uranium umbenannte. Die Bezeichnung Uranit wurde nachfolgend als Synonym für verschiedene Uranminerale verwendet. Von Klaproth stammt auch die irrtümliche Bezeichnung geschwefelter Uranit. Der Name leitet sich dabei vom wenig vorher durch Wilhelm Herschel entdeckten Planeten Uranus ab. Später übernahm Klaproth die von Karsten 1792 geprägte Bezeichnung Uranerz. Weitere Synonyme sind Pecherz (von Werner), Uranpecherz (von Leonhard), Pechuran (von Hausmann) und Nasturan (von Kobell 1853 aus griechisch ναστός nastós für dicht bzw. derb). Haidinger führte schließlich 1845 den Begriff Uranin als Benennung für das Mineral ein, die 1868 von James Dwight Dana in die bis heute gültige Benennung Uraninit(e) überführt wurde.
Obwohl das Mineral wie beschrieben schon früher bekannt war, gilt als Typlokalität für Uraninit die Ganglagerstätte St. Joachimsthal (heute Jáchymov), von wo es Franz Ernst Brückmann 1727 beschrieben hat. Die Pechblende, die Klaproth zur Entdeckung des Urans nutzte, stammt aus der Grube Georg Wagsfort in Johanngeorgenstadt im sächsischen Erzgebirge. Hingegen nutzte der französische Physiker Henri Becquerel nicht, wie oftmals behauptet, Pechblende zur Entdeckung der Radioaktivität im Jahr 1896, sondern künstlich hergestellte Uranverbindungen. Die polnisch-französische Chemikerin und Nobelpreisträgerin Marie Curie nutzte für ihre Forschungen, die zur Entdeckung der Uran-Zerfallsprodukte Polonium und Radium führten, anfangs Pechblende. Aus Kostengründen nutzte sie aber hauptsächlich den Aufbereitungsabfall (Tailings) der Uranfarbenproduktion aus Jáchymov, in denen diese seltenen Elemente im Vergleich zum Ursprungserz schon angereichert waren. Eine Tonne enthält etwa 0,1 g Radium.

## Klassifikation
Bereits in der veralteten 8. Auflage der Mineralsystematik nach Strunz gehörte der Uraninit zur Mineralklasse der „Oxide und Hydroxide“ und dort zur Abteilung der „MO2- und verwandte Verbindungen“, wo er zusammen mit Cerianit-(Ce) und Thorianit die „Uraninit-Reihe“ mit der System-Nr. IV/D.16b innerhalb der „Baddeleyit-Uraninit-Gruppe“ (IV/D.16) bildete.
Im Lapis-Mineralienverzeichnis nach Stefan Weiß, das sich aus Rücksicht auf private Sammler und institutionelle Sammlungen noch nach dieser alten Form der Systematik von Karl Hugo Strunz richtet, erhielt das Mineral die System- und Mineral-Nr. IV/D.31-60. In der „Lapis-Systematik“ entspricht dies der Abteilung „Oxide mit [dem Stoffmengen]Verhältnis Metall : Sauerstoff = 1 : 2 (MO2- & Verwandte)“, wo Uraninit zusammen mit Akaogiit, Allandeit, Baddeleyit, Calzirtit, Cerianit-(Ce), Hiärneit, Riesit, Tazheranit, Thorianit und Vorlanit eine eigenständige, aber unbenannte Gruppe bildet (Stand 2018).
Die seit 2001 gültige und von der International Mineralogical Association (IMA) bis 2009 aktualisierte 9. Auflage der Strunzschen Mineralsystematik ordnet den Uraninit ebenfalls in die Abteilung der „Metall : Sauerstoff = 1 : 2 und vergleichbare“ ein. Diese ist allerdings weiter unterteilt nach der relativen Größe der beteiligten Kationen und der Kristallstruktur, so dass das Mineral entsprechend seiner Zusammensetzung und seinem Aufbau in der Unterabteilung „Mit großen (± mittelgroßen) Kationen; Fluorittypische Strukturen“ zu finden ist, wo es zusammen mit Cerianit-(Ce), Thorianit und Zirkelit die „Uraninitgruppe“ mit der System-Nr. 4.DL.05 bildet.
Auch die vorwiegend im englischen Sprachraum gebräuchliche Systematik der Minerale nach Dana ordnet den Uraninit in die Klasse der „Oxide und Hydroxide“, dort allerdings in die Abteilung der „Uran- und thoriumhaltige Oxide“ ein. Hier ist er nur zusammen mit Thorianit in der unbenannten Gruppe 05.01.01 innerhalb der Unterabteilung der „Uran- und thoriumhaltigen Oxide mit einer Kationenladung von 4+ (AO2)“ zu finden.

## Kristallstruktur
Uraninit kristallisiert im kubischen Kristallsystem in der Raumgruppe Fm3m (Raumgruppen-Nr. 225) mit dem Gitterparameter a = 5,47 Å und vier Formeleinheiten pro Elementarzelle.
Seine Kristallstruktur ist isotyp mit Fluorit (CaF2). Die U4+-Kationen bilden dabei eine kubisch dichteste Kugelpackung, deren Tetraederlücken vollständig von Oxid-Anionen besetzt sind, das heißt jedes Sauerstoffatom wird von vier Uranatomen tetraedrisch umgeben. Die Uran(IV)-Kationen ihrerseits haben dadurch eine Koordinationszahl von CN = 8, als Koordinationspolyeder ergibt sich dabei ein Würfel.
| Kristallstruktur von Uraninit (nach Wyckoff) |
| - mit Blickrichtung parallel zur a-Achse (identisch mit b- und c-Achse) - in der kristallographischen Standardausrichtung - zentriert nach den drei Raumdiagonalen - als „Polyeder-Modell“ in der kristallographischen Standardausrichtung - Kristallstruktur von Fluorit zum Vergleich der Isotypie |
| Farbtabelle: _ U 0 _ O |

## Eigenschaften
Durch seinen Urangehalt von bis zu 88,15 % ist Uraninit eine der stärksten natürlichen Quellen ionisierender Strahlung. Befindet sich das Uran im säkularen Gleichgewicht mit seinen Tochternukliden, weist reiner Uraninit eine spezifische Aktivität von etwa 157,8 kBq/g auf (zum Vergleich: natürliches Kalium 0,0312 kBq/g; abgebrannter Kernbrennstoff 18.000.000 kBq/g). Deshalb sollte Uraninit nur unter entsprechenden Sicherheitsvorkehrungen gelagert und verarbeitet werden.
Uraninit ist in der Regel zumindest teilweise metamikt (isotropisiert), d. h. sein Kristallgitter wurde durch die eigene Radioaktivität teilweise bis größtenteils zerstört, jedoch sind im Gegensatz zu anderen, uranärmeren Mineralen meist noch Reste des Kristallgitters nachweisbar. Dennoch gehen bestimmte physikalische Eigenschaften wie beispielsweise die Spaltbarkeit verloren und die äußerlich noch kristallin wirkenden Proben zeigen einen muscheligen Bruch.
Interessant ist auch die hohe Variabilität der Dichte, die zunächst etwa 10,63 bis 10,95 g/cm³ beträgt, mit zunehmendem geologischen Alter allerdings langsam auf etwa 9 bis 7,5 g/cm³ sinkt. Derbe und kollomorphe Varietäten können insbesondere bei Verwitterung vergleichsweise leicht werden und sogar sehr deutlich unter 7 g/cm³ fallen. Uraninit wird häufig von grell gefärbten (rot, gelb, selten grün) Verwitterungsprodukten begleitet.
Das Mineral kann selten mit Columbit Epitaxieen bilden. Uraninitkristalle wachsen in bestimmten Richtungen ausgerichtet auf Columbitkristallen. Es bildet das erste Endglied der vollkommenen Mischungsreihe (Mischkristall) Uraninit-Thorianit. Thoriumhaltige Uraninite werden unter anderem Bröggerit genannt. Jüngere Uraninite glänzen glas- bis pechartig, während die älteren Exemplare mehr und mehr metallisch glänzen. Verwitterungseinflüsse und Metamorphose lassen den Metallglanz wieder verschwinden.

## Modifikationen und Varietäten
Pechblende besteht im Wesentlichen aus U3O8, seltener auch U3O7 zuzüglich anderer Metalloxide mit Blei, Eisen, Thorium und Metallen der seltenen Erden und erhielt die Bezeichnung aufgrund der oft schwarzen Farbe und des fettigen Glanzes, die dem der teerartigen Substanz Pech sehr ähnlich sieht.
Nierig-kugelige Varietäten werden als Blasenerz bezeichnet. Fettig glänzende derbe Varianten nennt man Pecherz. Wenn einzelne Kugeln aus der Matrix herausragen, nennt man sie aufgrund ihrer schwarzen Farbe gerne Mausaugen. Thoriumhaltige pegmatisch gebildete Stücke werden Bröggerit genannt. Reicherz bezeichnet lediglich Stücke, die verhältnismäßig viel eines gesuchten Minerals enthalten. Der Name ist nicht nur auf Uraninit beschränkt. Feinkörnige Pechblende mit Tonmineralbeimengung wird als Uranschwärze bezeichnet.

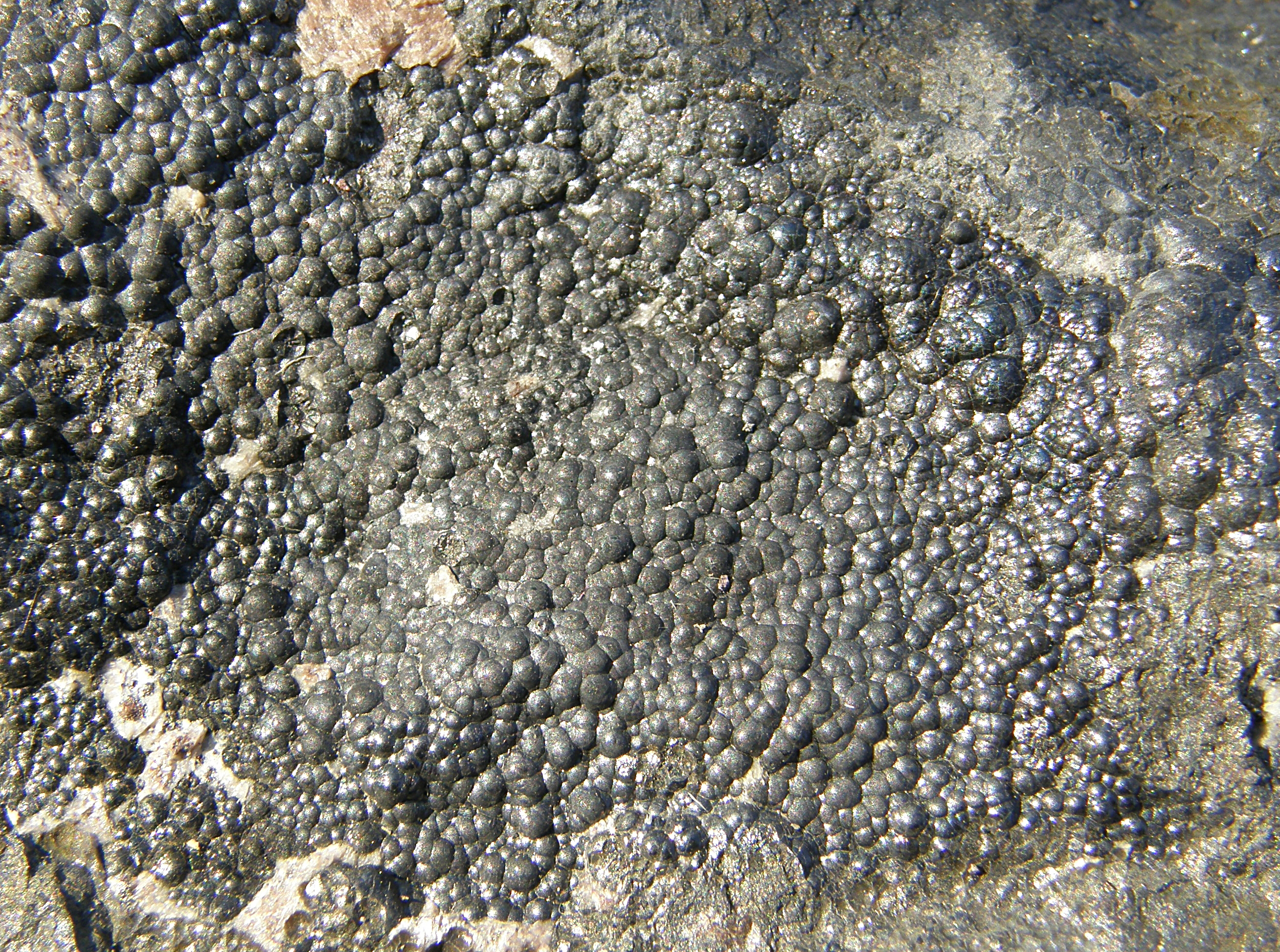
mattes, verwittertes Blasenerz
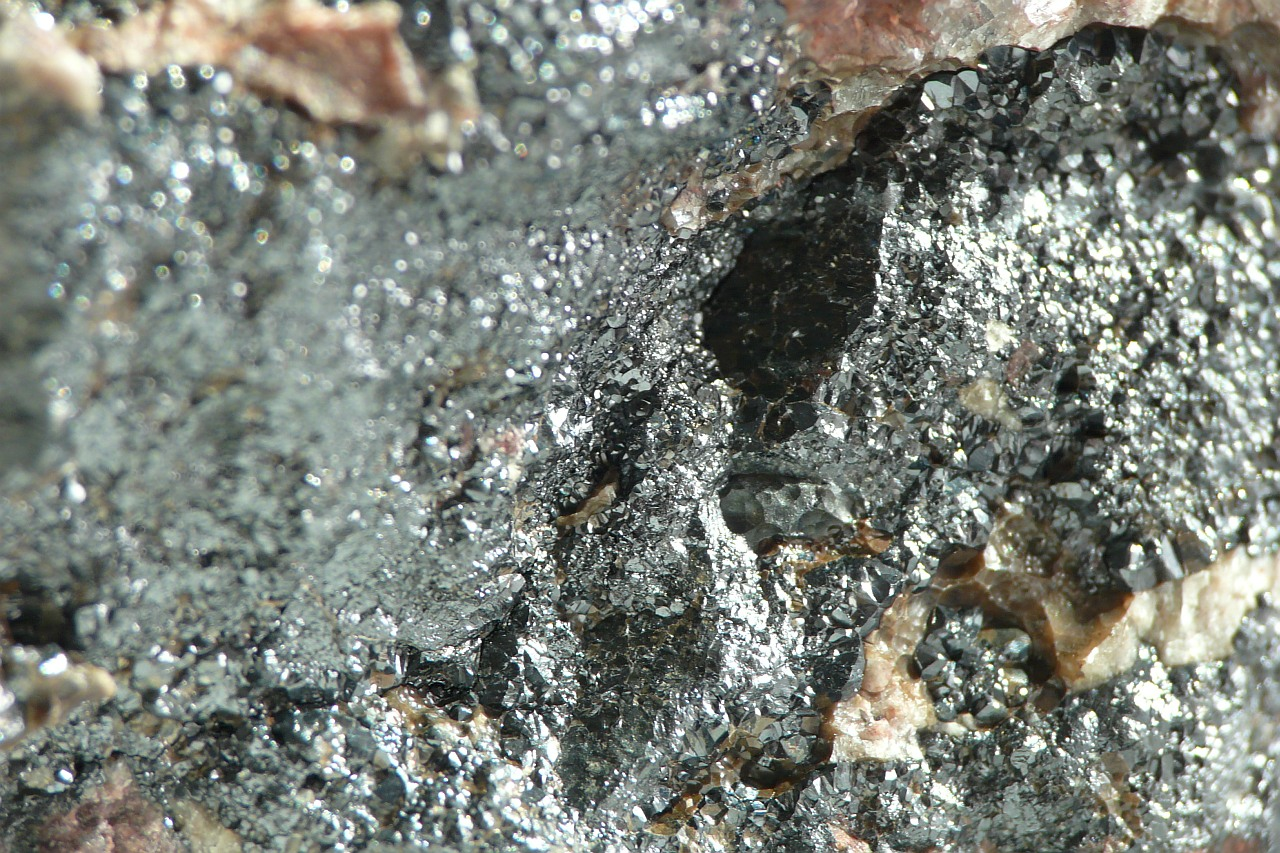
derbes, glänzendes Pecherz
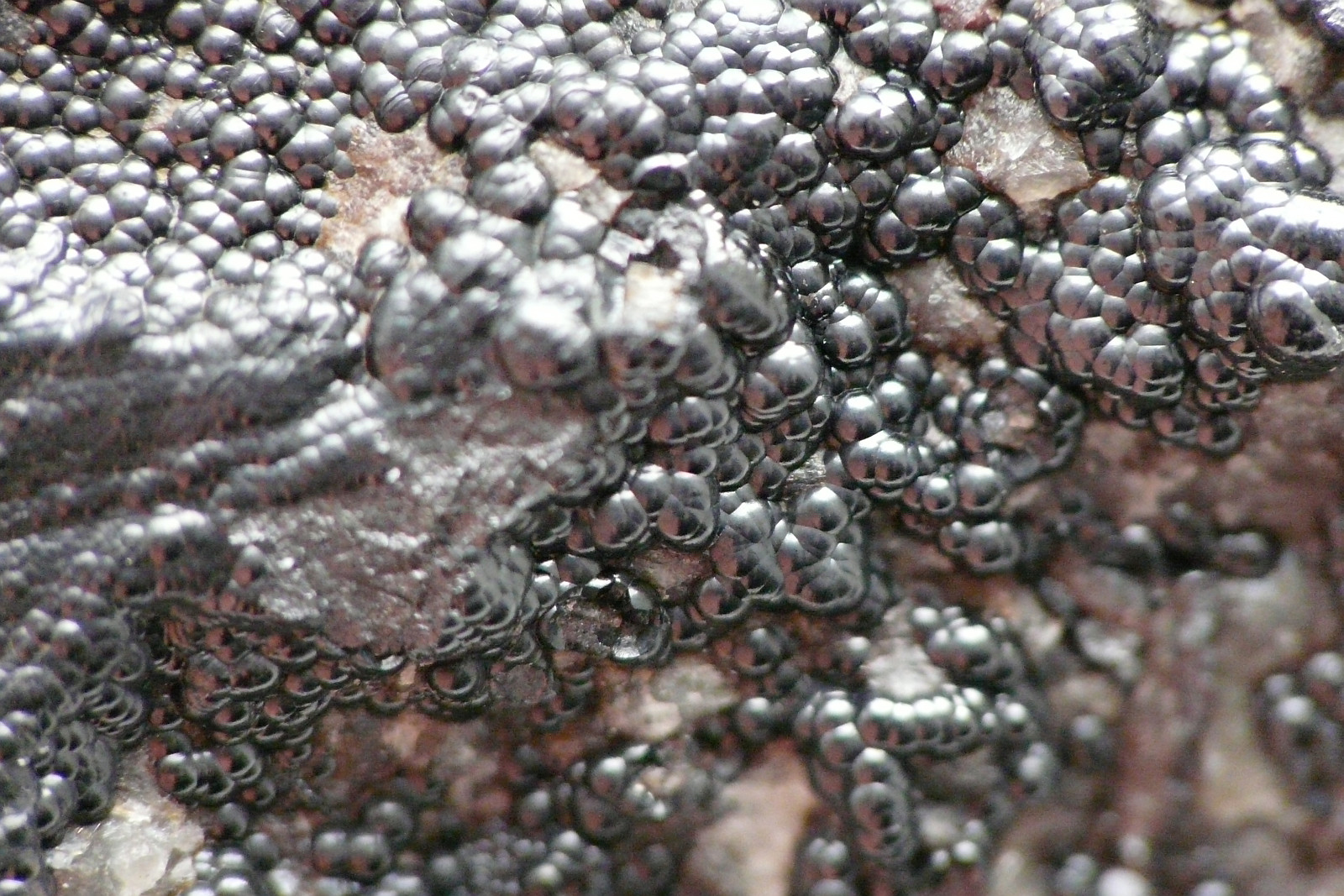
„Mausaugen“

## Bildung und Fundorte
In folgenden Lagerstätten tritt Uraninit/Pechblende auf:
- hydrothermale Gänge (sächsisch-böhmisches Erzgebirge; Příbram, Tschechische Republik; Krunkelbachtal bei Menzenschwand, Schwarzwald; Zentralmassiv, Frankreich)
- diskordanzgebundene Lagerstätten (Athabasca-Becken, Kanada; Northern Territory, Australien)
- sedimentgebundene Lagerstätten in Sandsteinen, Karbonaten, Kohle (Königstein, Sachsen; Culmitzsch, Thüringen; Freital, Sachsen; Curnamona-Provinz, Süd-Australien; Colorado-Plateau, USA; Niger)
- schwarzschiefergebundene Lagerstätten (Ronneburg, Thüringen)
- Iron-Oxide-Copper-Gold Lagerstätten (Olympic Dam, Süd-Australien)
- an Vulkanite gebunden (Streltsovka Caldera bei Krasnokamensk, Russland; Delitzsch, Sachsen)
- Pegmatite (Norwegen)

## Verwendung
Uraninit ist das wirtschaftlich bedeutendste Uranmineral. Im 19. und Anfang des 20. Jahrhunderts wurde Uraninit zur Herstellung von Farben sowie zur Gewinnung von Radium (z. B. Jáchymov (Joachimsthal), Tschechische Republik) gewonnen. In der Zeit des Kalten Krieges bestand ein weit über die Energieerzeugung hinausgehender Bedarf an Uran zur Fertigung von Kernwaffen und zur Herstellung von Plutonium in Kernreaktoren. Im Erzgebirge wurden die dort reichen Uranvorkommen durch die Sowjetisch-Deutsche Aktiengesellschaft (SDAG) Wismut in der DDR in großem Maßstab abgebaut und in vorverarbeiteter Form (Seelingstädt, Crossen) in die Sowjetunion gebracht. Ab den 1970er Jahren dominierte die Produktion von Uran zur Energiegewinnung.
Mit der politischen Wende ab 1989 kam es zu einem starken Einbruch der Uranproduktion. Zu dieser Zeit spielte die Uranproduktion für Kernwaffen der beiden Supermächte schon keine wesentliche Rolle mehr, aber beide Seiten hatten große strategische Reserven angehäuft, die freigegeben wurden und den Weltmarktpreis stark drückten. Außerdem traten nun neue Produzenten mit Niedrigpreisen in Zentralasien auf dem freien Markt auf.

## Vorsichtsmaßnahmen
Aufgrund der Toxizität und der Radioaktivität des Minerals sollten Mineralproben nur in staub- und strahlungsdichten Behältern, vor allem aber niemals in Wohn-, Schlaf- und Arbeitsräumen aufbewahrt werden. Ebenso sollte eine Aufnahme in den Körper (Inkorporation bzw. Ingestion) auf jeden Fall verhindert und zur Sicherheit direkter Körperkontakt vermieden sowie beim Umgang mit dem Mineral Atemschutzmaske und Handschuhe getragen werden.